# La presa di Joppa
La presa di Joppa è un antico racconto egizio che descrive la conquista della città cananea di Giaffa (Joppa) da parte del generale di Thutmose III, Djehuty. La copia del testo che sopravvive si trova sul retro del Papiro Harris 500.

## Storia
Questo racconto è tradizionalmente considerato una narrazione puramente letteraria della conquista collocata nella campagna di Thutmose III in Siria. Ci fu, tuttavia, un generale chiamato Djehuty che prestò servizio militare sotto Thutmose III.
Nonostante la tradizione letteraria e la natura della sua narrazione, gli addetti agli scavi di Giaffa hanno recentemente dimostrato che la distruzione nella tarda età del bronzo del presidio egizio, datata tra il 1456 e il 1400 a.C., potrebbe aver creato la base storica di questo racconto. Questa ipotesi è supportata dalla pubblicazione di un esteso livello di distruzione per tutto il sito contenente vasi egizi datati alla metà della XVIII dinastia, compresi vasi di tipologie attestate nel regno di Amenofi II. 
Insieme queste e delle ciramiche cipriote suggeriscono una data nel tardo XV secolo a.C., connessa forse con l'insurrezione di Apekh  repressa nel settimo anno di regno di Amenofi II, 1418 a.C.. 
Gli addetti agli scavi attribuiscono la distruzione all'insurrezione cananea durante la quale gli egizi persero la loro fortezza poco tempo dopo che Thutmose III fece costruire il presidio. La storia quindi racconta gli eventi della riconquista di Giaffa probabilmente subito dopo la campagna contro Apekh e non la conquista di Thutmose III o la presa del sito come alcuni hanno ipotizzato.
Si nota spesso che le tattiche usate da Djehuty nella storia ricordano l'episodio del Cavallo di Troia (raccontato nell'Odissea) e la storia di Alì Babà e i quaranta ladroni dalle Mille e una notte. Tuttavia, questa storia daterebbe l'ambientazione letteraria della tradizione greca indietro di più di 200 anni.
Un aspetto importante della storia, che può essere facilmente trascurato, è l'attestazione di importanti elementi sociali riguardo Canaan durante la tarda età del bronzo, cioè i Maryannu e gli Habiru.

## Sinossi
(L'inizio del racconto è andato perduto.) Djehuty invita il principe di Joppa a una festa nel suo accampamento fuori dalla città. Lo tramortisce, fa nascondere duecento dei suoi soldati in sacchi che ha caricato su animali da soma, e invia un uomo su un carro ad annunciare alla città che gli egizi si sono arresi e stanno mandando un tributo. Entrati nella città i soldati egizi nascosti escono dai sacchi e la conquistano.